# Ballyporeen
Ballyporeen (Gaelico irlandese: Béal Átha Póirín) è un villaggio nella contea di Tipperary, in Irlanda. Si narra che da qui ebbero i natali degli antenati di Ronald Reagan.